# Зорзетто, Элои
Элои Франсиско Зорзетто (порт. Elói Francisco Zorzetto; род. 28 мая 1959, Веранополис, Риу-Гранди-ду-Сул) — бразильский журналист и телеведущий.
Он является ведущим и главным редактором выпуска новостей RBS Notícias на RBS TV, связанного с TV Globo в Риу-Гранди-ду-Сул.

## биография и карьера
Окончил факультет журналистики в 1984 году, а ранее, в 1978 году, поступил на юридический факультет. В 1980 году он обнаружил, что его страстью является журналистика, поэтому выбрал этот курс.
Он начал работать в RBS в 1978 году, представляя Jornal do Almoço. В 1978 году он начал представлять спорт в Jornal do Almoço с Селестино Валенсуэла и работал на радио Gaúcha FM, которое в 1981 году стало Atlantida FM (где он оставался до 1988 года). С 1988 года он представляет RBS Notícias daily. Помимо Jornal do Almoço и RBS Noticias, Зорзетто представил Bom Dia Rio Grande и вымерший Jornal da RBS.
Помимо телевидения, Зорзетто также работал на Rádio Gaúcha FM и AM, оба из Grupo RBS.
Он женат на Ане Рите Эстивалет Зорзетто, от которой у него двое детей: Тьяго и Каролина.
Он был награжден премией Джейми Сиротски в области журналистики и развлечений за телерепортажи.